# Dissociatie (psychologie)
Dissociatie, een term uit de psychologie is een geestesgesteldheid waarin bepaalde gedachten, emoties, waarnemingen of herinneringen buiten het bewustzijn worden geplaatst, tijdelijk niet 'oproepbaar' zijn of minder samenhang vertonen.
Letterlijk betekent dissociatie 'ontkoppeling' of 'uiteenvallen'. Het is een zeer alledaags verschijnsel: iedereen verliest bijvoorbeeld weleens de aandacht voor de omgeving als men zeer geconcentreerd met iets bezig is en iedereen heeft weleens een dagdroom. Gewoonlijk is het een mechanisme om tot rust te komen, een afweermechanisme.

## Polderblindheid
Een veel voorkomende vorm is het fenomeen waarbij iemand op de 'automatische piloot' een auto bestuurt, maar opeens bijna thuis is en een groot deel van de weg onbewust heeft afgelegd. Dit wordt polderblindheid genoemd. Men schrikt als het ware wakker, terwijl men al wakker was en zelfs auto reed. Ook het helemaal opgaan in een boek, film, tv-programma of muziek zijn voorbeelden. Dissociatie komt ook voor als gevolg van vermoeidheid. Dit kan zowel lichamelijke vermoeidheid zijn, maar ook in periodes van grote psychische spanning kan er dissociatie optreden.

## Trance
Bij veel spirituele rituelen wordt gebruik gemaakt van het dissociatieve verschijnsel trance. Het telkens herhalen van een mantra zijn middelen om daartoe te geraken.

## Dissociatieve stoornissen
Dissociatie kan een onderdeel zijn van een psychische aandoening. Als dissociatie hiervan het belangrijkste kenmerk is, spreekt men van dissociatieve aandoeningen of dissociatieve stoornissen. Als een persoon in een ernstig bedreigende situatie komt, niet kan vluchten en niet kan vechten, dan kan de menselijke geest zich tijdelijk onttrekken aan de realiteit die onacceptabel is. Bij herinneringen aan ernstige gebeurtenissen jaren later, kan ook dissociatie optreden, het even 'weg' zijn om te voorkomen dat men het herinnert. Dissociatie komt onder meer voor als symptoom van posttraumatische stressstoornis (PTSS). 
De geestesgesteldheid werd als eerste beschreven door de Franse psychiater Pierre Janet. Janet nam de verhalen over incest die zijn patiëntes hem vertelden serieus. Hij gebruikte hypnose om de weggedissocieerde herinneringen naar boven te halen. Zijn tijdgenoot Sigmund Freud volgde hem aanvankelijk daarin, maar ging later de verhalen van patiënten als fantasie beschouwen. Ook de 'grote hysterische aanval', die Jean-Martin Charcot in dezelfde periode bij een patiënte demonstreerde, was waarschijnlijk een dissociatief verschijnsel.

## Hypnose
Hypnose is het opwekken van een dissociatieve trance. De doeleinden zijn tweeërlei;
- variété en show. De hypnotiseur laat bijvoorbeeld een vrijwilliger zich gedragen als een huisdier enzovoort. Er bestaan nogal wat, onder andere ethische,  bezwaren hiertegen.
- psychotherapie. Tegen traumatische herinneringen kan het behulpzaam zijn de gebeurtenissen onder hypnose te laten beleven en eventueel te wijzigen, te reframen.

Het vermogen onder hypnose gebracht te worden, verschilt van mens tot mens.  
Met hypnose is het mogelijk, het gedrag, de klachten en de voorkeur en smaak ook buiten de hypnose te beïnvloeden.
Een andere betekenis van het begrip dissociatie komt men ten slotte tegen in de neuropsychologie. Hier heeft het betrekking op verschillende onderzoekstechnieken om vast te stellen welke hersengebieden betrokken zijn bij specifieke gedragsstoornissen.